# 윌리엄 프레스턴

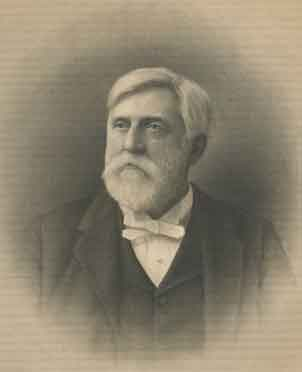

윌리엄 프레스턴(William Preston, 1921년 8월 26일 ~ 1998년 7월 10일)은 미국의 배우, 연극 배우이다.

## 영화
- 일루미나타 (1998년)
- 조의 아파트 (1996년)
- 크루서블 (1996년)
- 래클리스 (1995년)
- 워터월드 (1995년)
- 파 앤드 어웨이 (1992년)
- 피셔 킹 (1991년)
- 엑소시스트 3 (1990년)
- 귀여운 여인 (1989년)
- 패밀리 비지니스 (1989년)